# Bundesautobahn 43
Die Bundesautobahn 43 (Abkürzung: BAB 43) – Kurzform: Autobahn 43 (Abkürzung: A 43) – beginnt am Kreuz Münster-Süd (bzw. Ausbaustrecke Weseler Str.) und führt über Recklinghausen bzw. Marl-Sinsen zum Kreuz Wuppertal-Nord quer durch das westliche Münsterland und das Ruhrgebiet. Sie dient dabei als Entlastungautobahn für die A 1, da der Verkehr auch über diese Tangente ins und vom Ruhrgebiet geleitet wird. Sie wird zwischen Marl-Sinsen und Witten-Heven schrittweise sechsspurig ausgebaut.
Zwischen dem Kreuz Münster Süd und dem Kreuz Marl-Nord dient die A 43 (gemeinsam mit der A 52/B 224) als Eckverbindung zwischen der A 1 in Richtung Hamburg/Bremen und der A 2 Richtung Düsseldorf/Oberhausen und spielt somit auch im Fernverkehr zwischen Dänemark und den Niederlanden / Belgien eine wichtige Rolle. Wegen Brückenschäden an der Emschertalbrücke bei Herne darf die A 43 zwischen dem Kreuz Recklinghausen und dem Kreuz Herne seit April 2021 nur noch von Fahrzeugen mit einem zulässigen Gesamtgewicht bis zu 3,5 Tonnen befahren werden. Eine Umleitung für Fahrzeuge über 3,5 Tonnen führt über die Autobahnen 2, 45 und 42.

## Planungsgeschichte und Bau

### Abschnitt Münster – Wuppertal
In den 1960er Jahren wurde zwischen Münster, Recklinghausen, Bochum und Wuppertal die autobahnähnliche Ersatzbundesstraße (EB) 51 geplant. Mitte der 1960er Jahre befanden sich die Abschnitte Recklinghausen/Herten bis Bochum-Riemke, Bochum-Riemke bis Kreuz Bochum sowie Kreuz Münster Süd bis zur bereits in den 1950er Jahren fertiggestellten Ortsumgehung (OU) Münster in Bau. Anschließend wurden die Strecke vom Kreuz Bochum zum Kreuz Wuppertal-Nord und vom Kreuz Münster bis zur AS Senden gebaut.
Im Plan für den Ausbau der Bundesfernstraßen in den Jahren 1971 bis 1985 war der Teilabschnitt zwischen Münster und dem nördlichen Teil des Doppelanschlusses Recklinghausen/Herten weiterhin als autobahnähnliche Bundesstraße 51 enthalten, während die Teilstrecke zwischen Recklinghausen und Wuppertal den Status einer Autobahn (interne Bezeichnung A 77) erhielt. Bereits 1973 war die gesamte Strecke zwischen den Kreuzen Münster-Süd und Wuppertal-Nord als „Autobahn 77“ benannt.
Mit der Einführung der neuen Autobahnnummerierung ab 1. Januar 1975 wurde der gesamte Abschnitt als A 43 gewidmet, wobei zu einem späteren Zeitpunkt zwischen dem geplanten Autobahnkreuz südlich Sprockhövel und dem Kreuz Wuppertal-Nord eine Veränderung erfolgen sollte (vgl. dazu Abschnitt „Südliche Verlängerung“).
Die letzte Lücke zwischen AS Nottuln und AS Lavesum wurde 1981 geschlossen. Damit war die Autobahn zwischen Münster und Wuppertal vollständig befahrbar.
Die einzelnen Teilabschnitte wurden wie folgt fertiggestellt:
| Abschnitt                                                                                                 | Jahr | km      | Bemerkung |
| --- | ---- | ------- | --- |
| Kreuz Münster-Süd – OU Münster                                                                            | 1965 | 4,7 km  | |
| Behelfsanschluss Umgehungsstraße Recklinghausen – AS Bochum-Riemke                                        | 1967 | 10,5 km | |
| AS Bochum-Riemke – Kreuz Bochum                                                                           | 1967 | 4,8 km  | |
| AS Witten-Heven – Kreuz Wuppertal-Nord                                                                    | 1970 | 16,4 km | |
| Kreuz Bochum – AS Witten-Heven                                                                            | 1971 | 5,6 km  | |
| AS Senden – AK Münster-Süd                                                                                | 1972 | 4,7 km  | darunter eine 2,2 Kilometer lange Teilstrecke zwischen dem Behelfsanschluss an B 235 (alt) bei Albachten und dem Kreuz Münster-Süd, die bereits 1968 fertiggestellt wurde |
| AS Nottuln – AS Senden                                                                                    | 1976 | 5,7 km  | |
| Behelfsanschluss Recklinghausen-Umgehungsstraße – Doppelanschluss Recklinghausen/Herten (nördlicher Teil) | 1976 | 2,5 km  | |
| Doppelanschluss Recklinghausen/Herten (nördlicher Teil) – AS Marl-Nord                                    | 1979 | 9,8 km  | |
| AS Marl-Nord – AS Lavesum                                                                                 | 1980 | 9,1 km  | |
| AS Lavesum – AS Nottuln                                                                                   | 1981 | 20,8 km | |

### Abschnitt Münster – Gütersloh

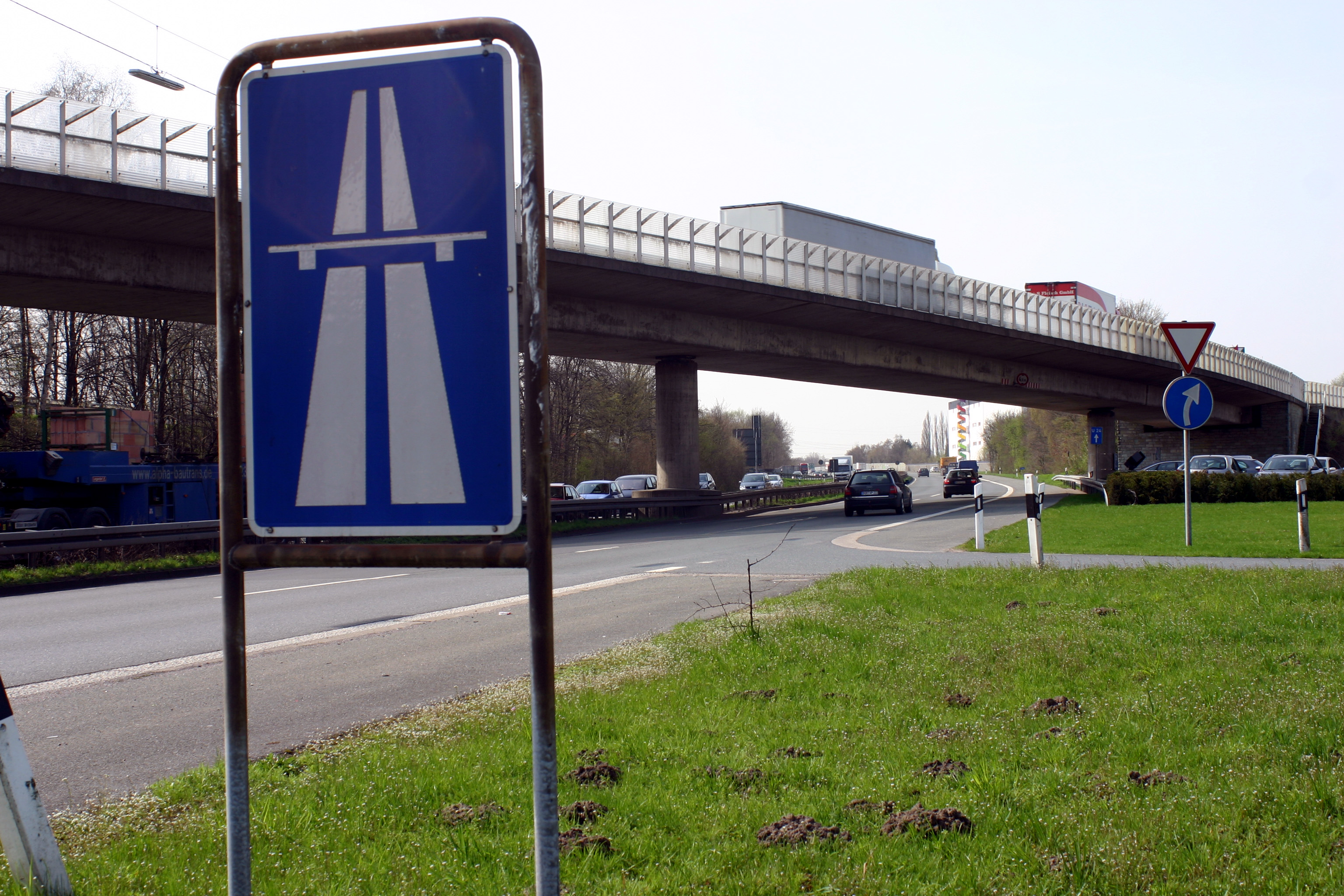
Beginn der Autobahn in Münster

A 43-Planung; blau: heutiger Autobahnausbau, orange: geplant im Jahr 1976

Bereits in den 1960er Jahren wurde ein autobahnähnlicher Neubau der Bundesstraße 51 zwischen Münster/St. Mauritz und Telgte ins Auge gefasst, an dem sich zwischen Telgte, Milte nördlich Warendorf und Sassenberg eine neue zweistreifige Bundesstraße anschließen sollte. Im Plan für den Ausbau der Bundesfernstraßen in den Jahren 1971 bis 1985 war dann ein vierstreifiger Neubau zwischen Münster, Telgte, Sassenberg, Harsewinkel, Marienfeld und Gütersloh als B 51, B 64n und B 513 vorgesehen. Bei Gütersloh sollte die Strecke in die vierstreifige neue Bundesstraße 61 (später: A 47) einmünden.
Mitte der 1970er Jahre wurde diese Planung durch das Erste Gesetz vom 5. August 1976 zur Änderung des Gesetzes über den Ausbau der Bundesfernstraßen in den Jahren 1971 bis 1985 (BGBl. 1976, Teil I, S. 2093) geändert. Der mit Wirkung ab 1. Januar 1975 als A 43 gewidmete Streckenzug sollte nunmehr bei Hiltrup südlich von Münster von der B 51-Trasse abzweigen und südlich Wolbeck, Alverskirchen, Freckenhorst, nördlich Westkirchen, Lette, Clarholz, Herzebrock an die A 47 nördlich Rheda-Wiedenbrück anschließen.
Dieser Weiterbau der A 43 wurde mit dem Zweiten Gesetz vom 25. August 1980 zur Änderung des Gesetzes über den Ausbau der Bundesfernstraßen in den Jahren 1971 bis 1985 (BGBl. 1980, Teil I, S. 1614) aufgegeben und stattdessen ein zweistreifiger Neubau der B 64n auf der gleichen Trasse zwischen Münster und Rheda-Wiedenbrück in der Dringlichkeitsstufe I im Bedarfsplan eingeordnet. Das Dritte Gesetz vom 21. April 1986 zur Änderung des Gesetzes über den Ausbau der Bundesfernstraßen (BGBl. 1986, Teil I, S. 557) führte zur Streichung auch dieses Vorhabens. Nunmehr war an den vierstreifigen Ausbau der B 51 OU Münster im vordringlichen Bedarf, an den vierstreifigen Ausbau der B 51 zwischen St. Mauritz und Telgte als weitere Planung und an den Neubau der B 64 westlich Warendorf – Rheda-Wiedenbrück als weitere Planung gedacht. Der Bundesverkehrswegeplan 1992 knüpfte hieran an. Doch das Vorhaben traf auf Protest vor Ort. Schließlich wurde der Bau einiger Ortsumgehungen favorisiert. Im Bundesverkehrswegeplan 2003 sind folgende Vorhaben enthalten:
- OU Warendorf (9,0 km, vordringlicher Bedarf)
- OU Beelen (4,1 km, weiterer Bedarf mit Planungsrecht)
- OU Herzebrock/Clarholz (10,4 km, weiterer Bedarf mit Planungsrecht)

Aber auch hiergegen regt sich Widerstand. So hat sich eine „Interessengemeinschaft Warendorf-Süd“ gebildet, die gegen den Bau der B 64n streitet. Eine Unternehmerinitiative fordert dagegen den beschleunigten Bau einer Kraftfahrstraße zwischen Warendorf und Rheda-Wiedenbrück als Teil einer leistungsfähigen Verbindung der Oberzentren Münster und Bielefeld.

### Abschnitt Sprockhövel – Leverkusen
Im Plan für den Ausbau der Bundesfernstraßen in den Jahren 1971 bis 1985 war südlich Sprockhövel ein Kreuz der heutigen A 43 mit der autobahnähnlich geplanten B 51 vorgesehen, die aus dem Raum Gelsenkirchen über Wattenscheid geführt werden sollte. Am Kreuz sollte eine weitere Autobahn anschließen, die mit der internen Bezeichnung „A 160“ versehen war. Es war geplant, dass die A 160 die heutige A 1 südlich der Anschlussstelle Gevelsberg kreuzt. Der weitere Verlauf war westlich Gevelsberg, östlich Schwelm zu einem Kreuz westlich Radevormwald vorgesehen. Von diesem Kreuz sollte die A 160 nach Wermelskirchen führen und an die heutige A 1 angeschlossen werden.
Mit der Neustrukturierung der Autobahnnumerierung ab 1. Januar 1975 erhielt das Neubauvorhaben der B 51 Gelsenkirchen – Sprockhövel die Bezeichnung A 41. Am Autobahnkreuz südlich Sprockhövel war nach dem Ersten Gesetz vom 5. August 1976 zur Änderung des Gesetzes über den Ausbau der Bundesfernstraßen in den Jahren 1971 bis 1985 (BGBl. 1976, Teil I, S. 2093) die Weiterführung der A 43 auf der ursprünglich als „Autobahn 160“ bezeichneten Linie über Gevelsberg und Schwelm vorgesehen. Abweichend gegenüber den bisherigen Planungen sollte die A 43 ab Radevormwald (Kreuz mit der geplanten A 54) über Hückeswagen, Kreckersweg bzw. Dhünn südlich Wermelskirchen (Kreuz mit der geplanten A 1) nach Burscheid zur A 1 führen. Schließlich war beabsichtigt, die A 43 von Burscheid südlich der bestehenden Trasse der B 51 nach Leverkusen (Kreuz mit der A 1 und der A 59) zu führen, wo die A 43 in die B 8 münden sollte. Noch im Januar 1976 war bei Dhünn lediglich ein Autobahndreieck mit der A 31 geplant, an dem die A 43 enden sollte.
Dieses Vorhaben hatte jedoch nicht lange Bestand. Mit dem Zweiten Gesetz vom 25. August 1980 zur Änderung des Gesetzes über den Ausbau der Bundesfernstraßen in den Jahren 1971 bis 1985 (BGBl. 1980, Teil I, S. 1614) kam das Aus für die Verbindung Sprockhövel – Leverkusen, die nahezu durchgängig parallel zur A 1 errichtet werden sollte. Der Bundesverkehrswegeplan 1980 spiegelte die veränderte Verkehrspolitik in der Bundesrepublik Deutschland wider. Diese stand nun unter dem Einfluss finanzieller Sachzwänge, anhaltender Bürgerproteste gegen Autobahnneubauten und anderer Faktoren (zum Beispiel die Ölpreiskrisen 1973/74 und 1979/80). Im Straßenbaubericht 1980 der Bundesregierung (Kabinett Schmidt II) stand, die Vorhaben müssten „den veränderten Bedingungen, insbesondere dem gegenwärtigen und künftig zu erwartenden Finanzrahmen angepaßt werden“. Als Prioritäten galten nun die stärkere Berücksichtigung umwelt- und energiepolitischer Ziele, die Intensivierung des Dialogs mit dem Bürger, die Vermeidung von Parallelplanungen, der Vorrang von Investitionen zur Substanzerhaltung und die Modernisierung des vorhandenen Netzes einschließlich der Erhöhung der Sicherheit vor reinen Neubaumaßnahmen. Auch mit dem Dritten Gesetz vom 21. April 1986 zur Änderung des Gesetzes über den Ausbau der Bundesfernstraßen (BGBl. 1986, Teil I, S. 557) blieb die Strecke unberücksichtigt.

## Ausbau
Das Kreuz Münster-Süd wurde 2008 umgebaut. Die Abbiegung zur A 1 in Richtung Norden führt nun zweispurig über die A 1 hinweg.
Zwischen Recklinghausen und Witten gilt die A 43 als besonders stauanfällig. Deshalb ist im Bundesverkehrswegeplan 2030 der sechsspurige Ausbau zwischen der Anschlussstelle Witten-Heven bis zur Anschlussstelle Marl-Sinsen mit einer Gesamtlänge von 20,4 Kilometern sowie der Umbau des Autobahnkreuzes Herne im vordringlichen Bedarf bzw. fest disponiertes Vorhaben vorgesehen. Im ersten Abschnitt zwischen der Anschlussstelle Recklinghausen und dem Rhein-Herne-Kanal wurde im Oktober 2014 am Autobahnkreuz Recklinghausen mit den Arbeiten begonnen. Südlich dieses Abschnittes schließt sich der Umbau des Autobahnkreuz Herne an. Hier kommt es oft zu Rückstauungen. Dieses Vorhaben ist sehr komplex, da über der Autobahn eine Eisenbahnbrücke liegt und der Umbau unter rollendem Verkehr sowie ständiger Aufrechterhaltung des Bahnbetriebs stattfinden soll. Daher müssen alle Planungen mit der Deutschen Bahn abgestimmt werden; der Umbau ist seit 2019 im Gange und soll bis 2025 dauern.

## Verkehrszahlen 2009
- Münster – Ruhrgebiet: 63.000 Fahrzeuge pro Tag
- Ruhrgebiet: 100.000 Fahrzeuge pro Tag
- Ruhrgebiet – Wuppertal: 56.000 Fahrzeuge pro Tag

## Behelfslandepiste für Militärflugzeuge im Konfliktfall
Der Behelfsflugplatz III/5 auf der A 43 wurde zwischen den Anschlussstellen Nottuln (4) und Dülmen-Nord (5) angelegt. Die A 43 ist in diesem Bereich schnurgerade, eben und wird nicht von Brücken, Hochspannungsmasten oder anderen Hindernissen überspannt. Sie hatte herausnehmbare Leitplanken (darunter durchbetoniert) und eine zurückgesetzte seitliche Bepflanzung.
Die Behelfs-Start- und Landebahn war netto 2500 m und brutto 2800 m lang und auch für schwere Transportflugzeuge geeignet.
Der Behelfsflugplatz wurde 2002 im Rahmen einer Fahrbahnerneuerung zurückgebaut; der Mittelstreifen mit den herausnehmbaren Leitplanken wurden durch einen normalen Grünstreifen ersetzt. 2011 wurden die dort befindlichen Rastplätze (die auch Teil des Behelfsflugplatzes waren) erheblich erweitert.